# Corrente funny
Corrente funny (o canale funny, o If, o IKf, o corrente delle cellule pacemaker ) si riferisce ad una corrente elettrica transmembrana nel cuore.
Descritta per la prima volta nei tardi anni settanta nelle fibre di Purkinje e nei miociti senoatriali, la corrente delle cellule segnapassi del cuore “funny” (If) è stata poi approfonditamente studiata e caratterizzata ed il suo ruolo nella genesi del ritmo cardiaco è stata oggetto di studio.
La corrente "funny" o "pacemaker" è espressa in cellule del cuore che mostrano attività elettrica spontanea, come il nodo senoatriale (il segnapassi naturale del cuore), il nodo atrioventricolare (AVN) e le cellule di Purkinje del tessuto di conduzione. 
Elemento particolarmente inusuale, la corrente "funny" è una corrente costituita da un flusso misto di sodio (in entrata) e potassio (in uscita), lento, la cui direzione netta è verso l'interno della cellula, con intensità I maggiore per valori di potenziale di membrana compresi fra-60/-70 mV e -40 mV. 
Quando al termine del potenziale d'azione la membrana delle cellule del nodo senoatriale si ripolarizza al di sotto della soglia della corrente If (circa -40/-50 mV), la corrente "funny" si attiva e ricomincia la depolarizzazione diastolica (DD); attraverso questo meccanismo, la corrente "funny" controlla la frequenza dell'attività spontanea dei miociti senoatriali e quindi la frequenza cardiaca.
Un'altra caratteristica singolare della corrente If è che essa viene attivata anche dai nucleotidi ciclici, sicché l'adenosina monofosfato ciclico (cAMP) si lega direttamente al canale f ed incrementa la probabilità che esso si apra, mantenendo l'attivazione del canale per valori più positivi del potenziale di membrana, in tal modo rendendo più precoce la depolarizzazione diastolica ed incrementandone la velocità. La dipendenza dal cAMP è di particolare rilievo fisiologico poiché sulla concentrazione di questo metabolita influisce il tono autonomico sul cuore. Infatti, la stimolazione simpatica aumenta la concentrazione endocellulare di cAMP mentre la stimolazione parasimpatica riduce la concentrazione endocellulare del cAMP (Fig 1).
Una corrente simile, etichettata come Ih, è stata descritta anche in diversi tipi di neuroni, dove riveste una varietà di funzioni, incluso il controllo delle scariche ritmiche, la regolazione dell'eccitabilità neurale, la trasduzione dei segnali sensori, la plasticità sinaptica ed altro.
È stata chiamata corrente "funny" perché viene attivata da una iperpolarizzazione, una caratteristica non comune per i canali del sodio.
I determinanti molecolari della correnti di pace-maker appartengono alla famiglia dei canali ionici Hyperpolarization-activated Cyclic Nucleotide-gated channels family (HCN, vedi canali HCN), dei quali sono note 4 isoforme (HCN1-4). in base alla loro sequenza, i canali HCN sono classificati come membri della superfamiglia dei canali voltaggio-dipendenti del K+ (Kv) o canali CNG.

## Importanza nella pratica clinica

Ivabradina

A causa della sua importanza nella genesi dell'impulso nelle cellule segnapassi del nodo senoatriale e della sua centralità nella regolazione della frequenza cardiaca, i canali f divengono il bersaglio per il controllo farmacolgico della frequenza cardiaca. Diverse molecole, chiamate “farmaci bradicardizzanti” agiscono inibendo specificatamente il canale f.
L'Ivabradina è il più specifico e selettivo inibitore del canale If e di questa famiglia è l'unico membro attualmente in commercio per il trattamento farmacologico dell'angina pectoris nei pazienti con ritmo sinusale normale e controindicazione o intolleranza ai betabloccanti. Un recente studio ha anche dimostrato che l'inibizione del canale "funny" è utile nel ridurre l'incidenza di eventi cardiovascolari nei pazienti con cardiopatia ischemica e frequenza cardiaca ≥70 bpm.
È stato dimostrato che alterazioni genetiche dei canali HCN4 (il correlato molecolare del canale f delle cellule del nodo senoatriale) è associato a disturbi del ritmo cardiaco nell'uomo. Ad esempio, una mutazione congenita di un residuo aminoacidico nel dominio CNBD of della proteina HCN4 (S672R) è associato a bradicardia sinusale congenita. Gli studi in vitro indicano che la mutazione S672R mutation determina negli eterozigoti uno spostamento di 5 mV verso potenziali più negativi dell'attivazione del canale HCN4, un effetto simile a quello della stimolazione parasimpatica.
I pace-maker biologici, intesi generalmente come cellule in grado di generare un ritmo spontaneo una volta iniettati in tessuti inerti, rappresentano uno strumento potenziale per superare le limitazioni dei pace-maker elettronici. Una delle strategie per generare un pace-maker biologico è quello di impiantare nel miocardio cellule naturalmente in grado di generare un ritmo spontaneo oppure trattate con le tecniche dell'ingegneria genetica per rendere possibile l'espressione del canale funny. Differenti tipi di cellule staminali possono essere utilizzate a tal proposito.